# Auguste Boniface Ghiesbreght
Auguste Boniface Ghiesbreght (10. března 1810 – 7. února 1893) byl belgický botanik a cestovatel.
Během svých cest uskutečnil celou řadu sběrů rostlin Mexika, především kaktusů spolu se svým francouzským kolegou Galeottim a Belgičanem Lindenem. Počátkem 40. let 19. století nasbíral poblíž mexické Xalapy první cykasy druhu Ceratozamia mexicana, ze kterých byl tento druh popsán.

## Druhy pojmenované na jeho počest
- rody
  -  Ghiesbreghtia A.Rich. & Galeotti 1845
- druhy
  - Armatocereus ghiesbreghtii v. oligogonus (Rauh & Backeb.) F.Ritter [1]
  - Cereus ghiesbreghtii K.Schum. [2]
  - Pollardia ghiesbreghtiana A.Rich. & Galeotti